# کفر زبد
کفر زبد (به عربی: کفر زبد) یک منطقهٔ مسکونی در لبنان است که در شهرستان زحله واقع شده‌است. کفر زبد ۹۸۶ متر بالاتر از سطح دریا واقع شده‌است.